# Eylais infundibulatum
Eylais infundibulatum är en kvalsterart som beskrevs av Lundblad 1941. Eylais infundibulatum ingår i släktet Eylais och familjen Eylaidae. Inga underarter finns listade i Catalogue of Life.